# 迪倫·泰特
迪倫·麥可·泰特（英語：Dillon Michael Tate，1994年5月1日—）是一位美國職業棒球選手，職司投手，目前效力於多倫多藍鳥，曾效力於巴爾的摩金鶯。大學時期他曾加入加州大學聖巴巴拉分校校隊，2015年投入大聯盟選秀，由德州遊騎兵隊在首輪選中，次季被交易至紐約洋基隊。在2018年球季交易截止之前，洋基隊將他交易至金鶯隊。泰特在2019年登上大聯盟。

## 業餘球涯
泰特2012年自克莱尔蒙特高中畢業，不過當時並未選擇投入職業。之後他進入加州大學的聖巴巴拉分校，大一球季泰特出賽4場，主投3局，防禦率為9.00。暑假期間他增重至200磅（約91公斤），在大二球季擔任球隊的終結者角色，球季共拿下46次三振，12次救援成功，個人防禦率則一口氣提升到1.45。隔年他被調整至球隊的先發佇列，該年他先發14場，投103+1⁄3局，成績為8勝5負，2.26防禦率，111次奪三振。

## 職業生涯

### 德州遊騎兵隊
在2015年的選秀梯隊中，泰特是最被看好的種子球員之一。遊騎兵隊在首輪第4順位選中泰特，他在6月12日以420萬美元的代價和遊騎兵隊簽約。
加入小聯盟體系後，泰特在2016年升上1A。雖然有部份的時間因為鼠蹊部傷勢進入傷兵名單，該年他仍投了65局，防禦率5.12，有55次三振，27次保送。不過在此同時，他的快速球球速有下降的趨勢。原本極速可達98英里，小聯盟1A的投球紀錄則是下修至90至93英里左右。

### 紐約洋基隊
2016年8月1日，遊騎兵隊將泰特和隊友艾瑞克·史瓦森、尼克·格林一同交易至紐約洋基隊，以換取卡洛斯·貝爾川。泰特隨後加入洋基的1A球隊，擔任後援，同時求教於投手教練賈斯汀·波普，以修正投球機制和球速下降的問題。在2016年的剩餘賽季，泰特有3.12防禦率的成績，WHIP值則是1.56。季後，洋基將泰特送往亞利桑那秋盟，他在那裏的表現傑出，進入了該聯盟的明星隊陣容。
2017年球季開始，泰特因肩傷休戰。之後他在高階1A共先發主投9場，防禦率2.62，洋基隊在8月將他升上2A。他在2A的成績則是主投25局，拿下1勝2負，防禦率3.24。

### 巴爾的摩金鶯隊
2018年7月24日，洋基隊將泰特、寇迪·卡羅、喬許·羅傑斯交易至巴爾的摩金鶯隊，以換取查克·布里頓。金鶯隊方面在季後將泰特納入球隊40人名單中。泰特在這年總計投123+1⁄3局，有7勝5負，防禦率4.16的成績（小聯盟2A）。2019年他繼續在2A球隊展開球季。
2019年7月26日，金鶯隊將泰特升上大聯盟，他在7月29日完成個人初登場。該場賽事他主投2局，失3分。總計他在2019年賽季一共出賽16場，留下防禦率6.43的成績。在2020年的縮水賽季，泰特則有防禦率3.24、奪三振14次的成績。

## 外部連結
- 球員資訊和成績在MLB ，ESPN ，Retrosheet ，Baseball Reference ，Baseball Reference (Minors) ，Fangraphs ，The Baseball Cube （英文）
- 迪倫·泰特的Instagram帳戶